# Donna seduta alla spinetta

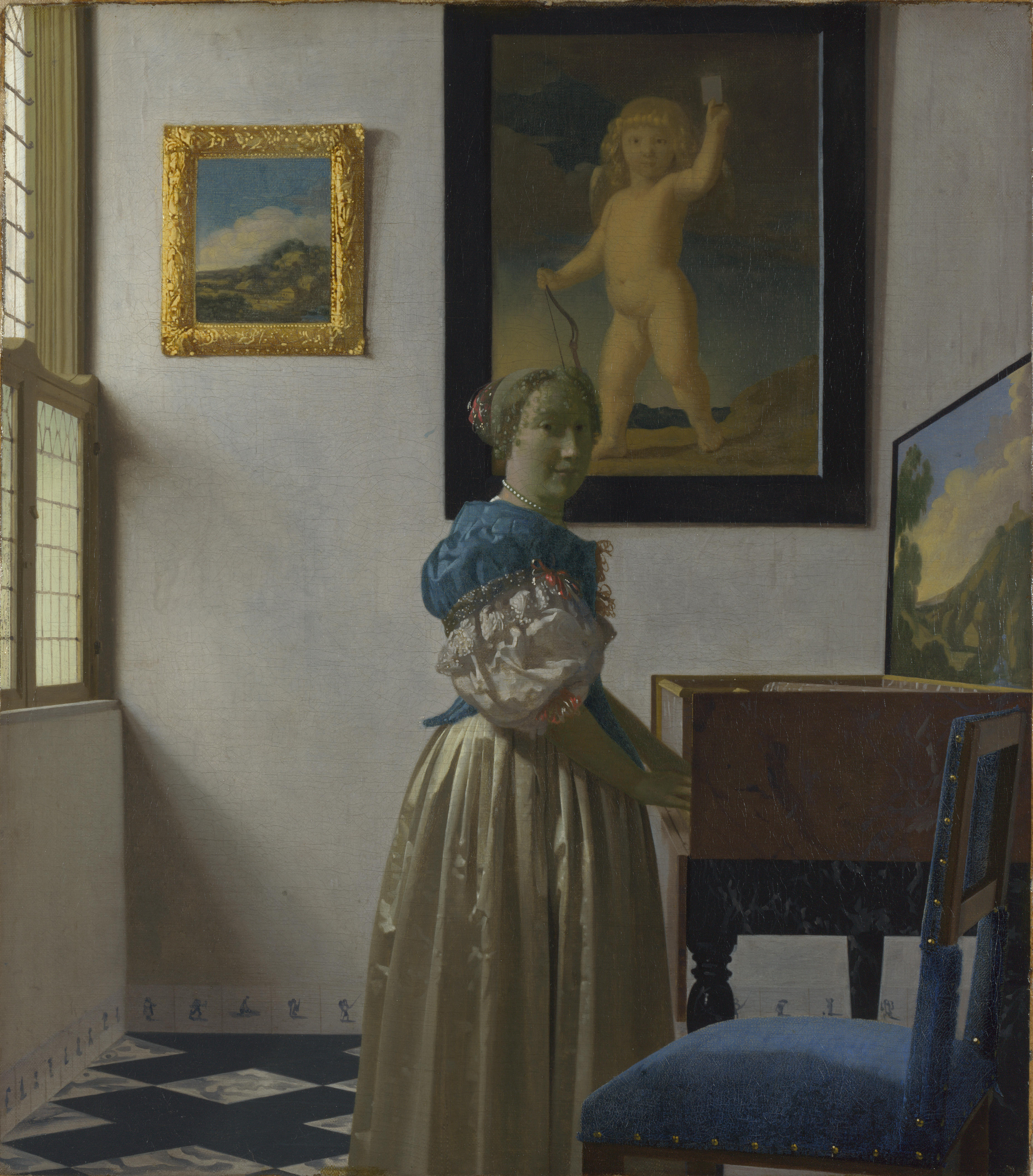
Donna in piedi alla spinetta

La Donna seduta alla spinetta (conosciuta anche come Giovane donna seduta al virginale) è un dipinto a olio su tela (51,5x45,6 cm) di Jan Vermeer, databile al 1674-1675 circa e conservato nella National Gallery di Londra. È firmato "IVMeer" a destra della testa della donna.

## Storia
Simile per tema alla Donna in piedi alla spinetta, non è possibile stabilire a quale dei due dipinti si riferiscano le fonti più antiche quando non specificano la posizione della fanciulla. Ad esempio nell'inventario compilato da Diego Duarte ad Anversa nel 1682 si parla di «un'opera piccola con una giovane donna che suona il clavicembalo, con altre cose, di Vermeer, costo fiorini 150»; al numero 21 dell'inventario dell'asta Dissius (Amsterdam, 16 maggio 1696) si cita invece «Una signora che suona la spinetta, del predetto [Vermeer]».
Noto con certezza solo dal XIX secolo, il dipintò entrò infine al museo londinese nel 1910, con il lascito Salting.
La datazione, talmente avanzata da farne in molte ricostruzioni l'ultima opera dell'artista, si basa su dati stilistici e tecnici, con la presenza ormai consolidata e sicura, di penellate piatte e sommarie, che rendono con meno cura la consistenza dei materiali, ma accendono come non mai gli effetti di volume e luce.

## Descrizione
Soggetto del quadro è una giovane donna che suona una spinetta decorata, seduta all'interno di una stanza. Tema frequente nella pittura olandese del Secolo d'oro, che soprattutto nella prima metà degli anni sessanta del Seicento attirò artisti come Jan Steen, Gerrit Dou e, prima ancora, Jan Miense Molenaer. In particolare il modello più vicino all'opera di Vermeer è la Donna al clavicembalo di Gerrit Dou, databile al 1665 circa e oggi conservata nella Dulwich Picture Gallery presso Londra. Nel dipinto di Vermeer il risultato è però di una più fresca immediatezza, con un accento sulla normale quotidianità piuttosto che sui risvolti allusivi all'amore o ad altri temi moraleggianti.
In linea con l'eleganza delle vesti della giovane (un'ampia sopravveste di raso blu, un vestito giallo, una camicia bianca con maniche a sbuffo, un filo di perle al collo), anche l'arredamento è ricercato e ricco, sebbene la visuale si limiti a un solo angolo di stanza. Sul pavimento a mattonelle bianche e nere, elegamente rifinito da un battiscopa in piastrelle di Delft bianche e azzurre con personaggi e navi, stanno poggiati la spinetta, riccamente decorata con motivi marmorizzati, la sedia intagliata della ragazza, e una viola da gamba in primo piano, in parte tagliata fuori dall'inquadratura; una tenda scostata, con motivi broccati, fa da repoussoir sulla sinistra, mentre nella metà superiore destra completa la composizione un dipinto con una solenne cornice dorata e intagliata.

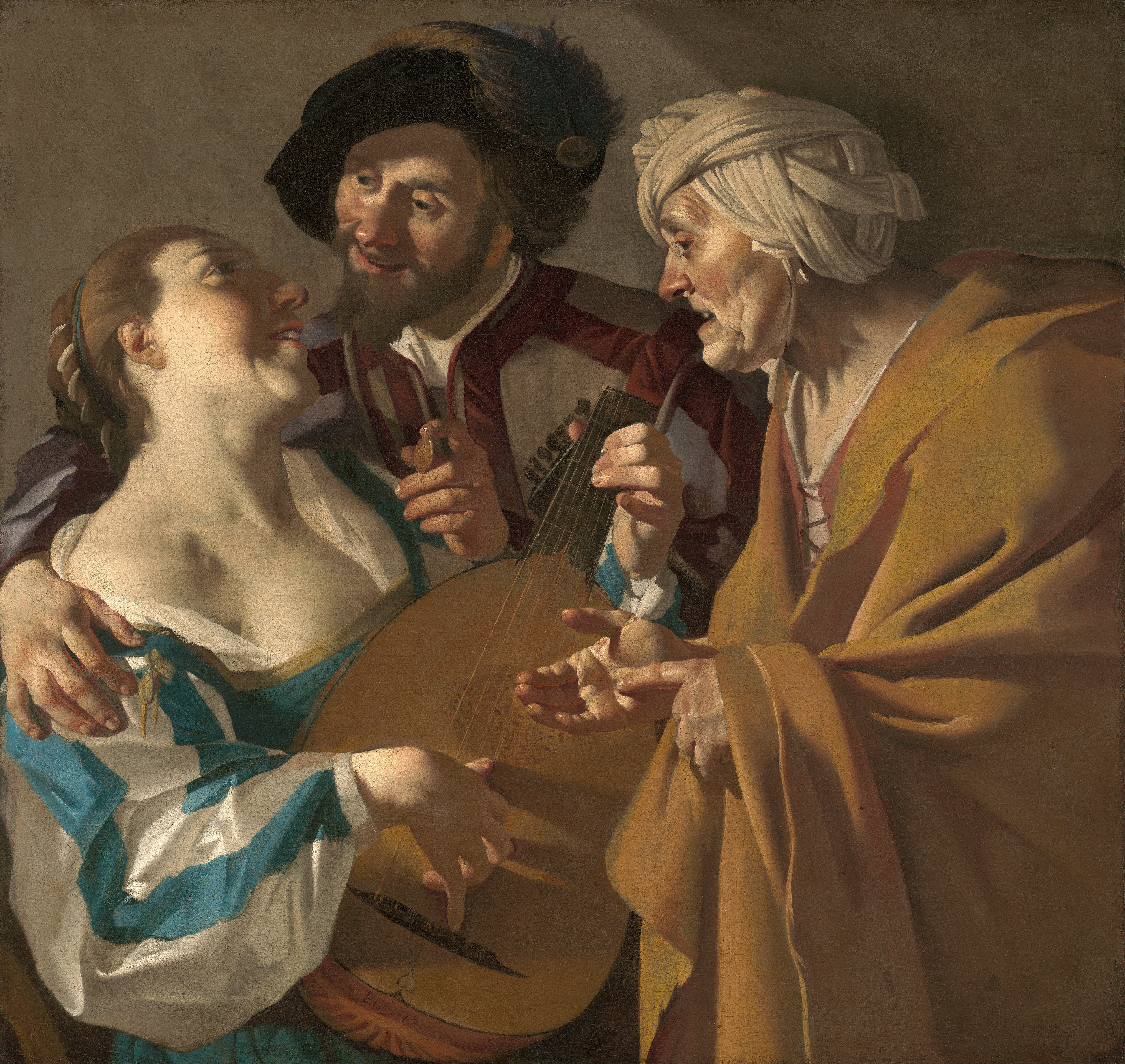
Dirck van Baburen, La mezzana, 1622 (Boston, Museum of Fine Arts)

Si tratta della Mezzana di Dirck van Baburen, dipinto realmente esistente già di proprietà dell'artista o di un suo familiare e oggi nel Museum of Fine Arts di Boston (lo stesso dipinto si ritrova anche nel Concerto a tre). Il significato moraleggiante di questo "quadro nel quadro" contrasta con la calma scena domestica, ed ha come contr'altare il sereno paesaggio montuoso sell'interno del coperchio superiore della cassa della spinetta: tale scena è stata attribuita al pittore di Delft Pieter Jansz. van Asch, contemporaneo di Vermeer. Forse l'artista aveva voluto alludere, in maniera raffinata e poco invasiva, alla contrapposizione tra amore casto e amore sensuale: la presenza dei due strumenti potrebbe inoltre alludere all'armonia esistente tra le anime di due persone che si amano.
Come nella Donna in piedi alla spinetta, la ragazza si rivolge lieta verso l'osservatore, mantenendo le mani posate sulla tastiera dello strumento musicale. Più giovane dell'altra figura, la protagonista del dipinto potrebbe ritrarre una delle figlie adolescenti dell'artista.
La luce proviene da dietro la tenda, illuminando intensamente il volto e il braccio sinistro della ragazzina, spostandosi poi, oltre che sul vestito, sul lato sinistro della spinetta e finendo per inondare la vola appoggiata in terra e il suo archetto infilato tra le corde.